# Radana Vozňáková

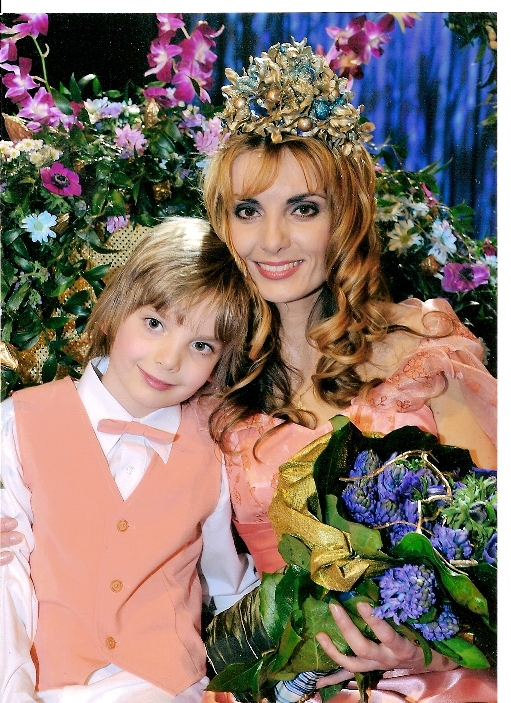
Missis ČR 2009 Radana Vozňáková

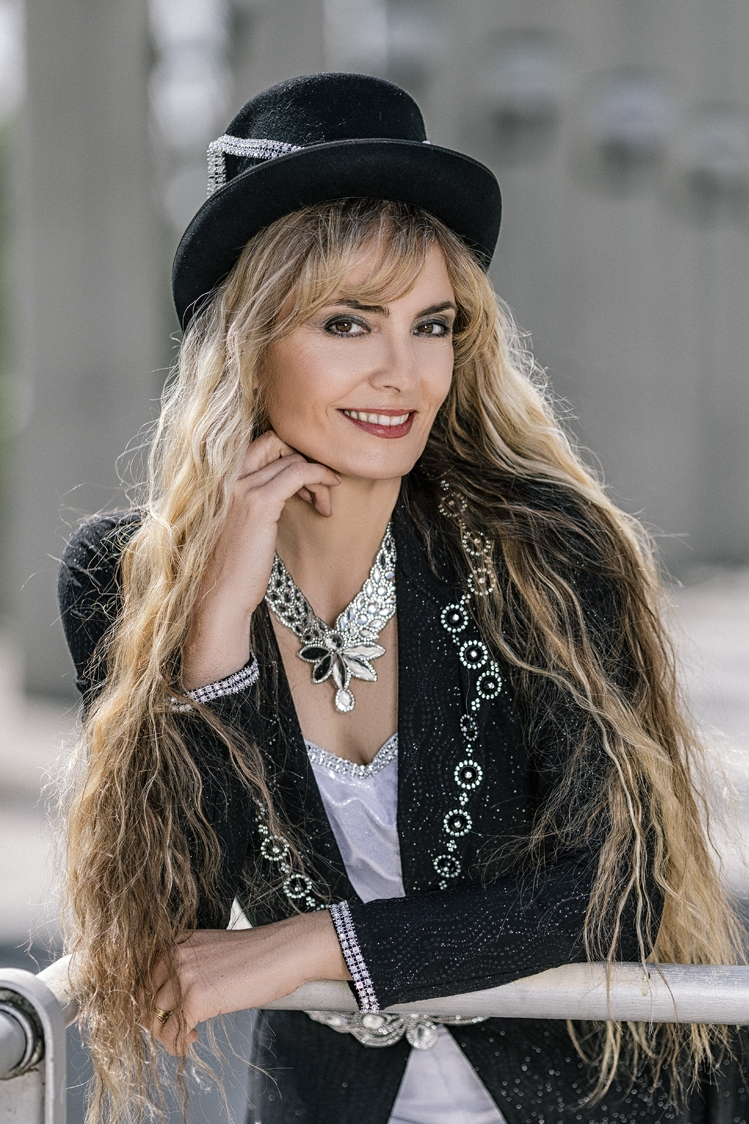
Kouzelnice Radana

Kouzelnice Radana, vlastním jménem Radana Vozňáková (* 23. března 1974 Bohumín) je česká profesionální kouzelnice, moderátorka a dětská animátorka. Je držitelkou titulů Missis ČR 2009 a Missis Morava 2009.

## Životopis
Narodila se do rodiny kouzelníků Karla Soláře a Olgy Solářové. V letech 1974–2010 žila v Rychvaldě, od roku 2011 bydlí v Dolní Lutyni. Její první vystoupení bylo ve třech letech, kdy asistovala svým rodičům při orientální magii. Od sedmi let vystupovala se svou sestrou Ivanou a získaly čtyřikrát prvenství na mistrovství juniorů v moderní magii pořádané Českým magickým svazem. Od 12 let začala vystupovat jako sólová kouzelnice na různých společenských akcích a sklízet úspěchy na kouzelnických soutěžích. Od šestnácti let přicházely první nabídky na angažmá po celé ČR, dále na Slovensko, do Slovinska, Polska, později Německa, Rakouska, Švýcarska a na Kypr.
Účinkovala v několika televizních pořadech. Vystupovala v Národním divadle v Praze v představení Fantom, čili krvavá opera (2005) a v Las Vegas magic show Karel Bush and company (2004–2005). Natáčela kouzelnickou televizní reklamu pro firmu Laboratoire Garnier (2004). Byla také hostem pořadu České televize JAK SE VEDE SOUSEDE?. Zvítězila se svým synem Danielem v soutěži Missis Morava 2009 a Missis ČR 2009. Vystudovala Management v sociální sféře na VŠ Sociálně správní v Havířově, dále Kulturu řeči a umění komunikace na Ostravské univerzitě fakulty pedagogické. Je vdaná za Ing. Jiřího Vozňáka a má syna Daniela.